# Chrysolina rotundata
Chrysolina rotundata é uma espécie de artrópode pertencente à família Chrysomelidae.